# سیمن و ایفیگنیا
سیمن و ایفیگنیا (انگلیسی: Cymon and Iphigenia) یک نقاشی رنگ روغن بر روی بوم اثر فردریک لیتون نقاش، مجسمه‌ساز، و سیاست‌مدار اهل بریتانیا است. این نقاشی برای اولین بار در آکادمی سلطنتی هنر لندن به سال ۱۸۸۴ به نمایش گذاشته شد، نگارخانه نیو ساوت ولز در سیدنی استرالیا، این تابلو را در حراجی کریستی لندن که در تاریخ ۱۹۷۶ برگزار شد خریداری کرد

## پیشینهٔ اثر
با توجه به یک داستان منتشر شده در سال ۱۸۹۷، لیتون ۶ ماه را صرف جستجو در سراسر اروپا برای یک مدل در جهت مطابقت با ایدئال تصور و تجسم خودش از ایفیگنیا نمود، او دختر جوان بازیگری به نام دورتی دین را در یک تالار اپرای لندن دید و در مورد او تحقیق کرد، لیتون متوجه شد که دورتی دارای یک زیبایی خاص به سبک یونانی کلاسیک می‌باشد، دوروتی دارای موهای افشان طلایی با بافت پوست بسیار عالی و رنگ چهرهٔ مناسب بود، او کمی بلندتر از حد متوسط به همراه دست‌ها و پاهایی برازنده بود، سینه‌های او از دیدگاه هنری بسیار جذاب و دلپسند بود، دوروتی در چند اثر دیگر نقاش نیز حضور پیدا کرد از جمله توپ‌بازی دختران یونانی و ماه تابستان، یکی از خواهران کوچکتر دوروتی به نام لنا نیز در نقاشی دیگر لیتون به نام کودک برده مدل گردید، سایر نقاشی‌های لیتون با مدلینگ دوروتی دین عبارت هستند از حمام روان، کلیتی، پرسئوس و آندرومدا، تنهایی، بازگشت پرسفونه و همین‌طور نقاشی پاکدامن
این نقاشی حدود ۸ ماه برای تکمیل شدنش زمان گرفت، در گام اول یک توالی از خطوط نقاشی در جهت تثبیت موقعیت مناسب فیگورهای اصلی توسط لیتون قلم‌زنی شد، تعداد این خطوط در حدود ۵۶ خط می‌باشد که پیش‌نگارش طرح اصلی تابلو است، عناصر دیگری نیز به این زمینه‌های مقدماتی اضافه گردید از جمله چندین شاخ و برگ و جزئیات دیگر از قطعه، لیتون در ادامه نظر یک منتقد هنری به نام خانم راسل برینگتون را نیز جویا شد، ایدهٔ این نقاشی لیتون سال‌ها قبل شکل گرفته بود اما برخی از عناصر مشابه فاقد پیچیدگی‌های لازم فیگورهای اصلی وی یعنی سیمن و ایفیگنیا بود، دو مدلی که هر کدام دارای رنگ جداگانه‌ای بودند یکی از آنها زنی است با چهرهٔ روشن و دیگری مردی با پوست و چهرهٔ تیره، این ویژگی‌های متفاوت به خوبی در مدل‌های اصلی از جمله زنی (ایفیگنیا) که به حالت درازکش در زیر درخت خوابیده و تکنیک‌های نورپردازی بر روی آن استفاده شده.